# تسادا
تسادا هي قرية كبيرة نسبيًا على بعد 8 كم شمال وسط مدينة بافوس. على الرغم من القرب بينهما، فإن الفرق في الارتفاع البالغ 612 مترًا يمنح منطقة تسادا هوية مختلفة تمامًا. تستقبل القرية حوالي 610 ملليمترات من الأمطار سنويًا.

## نبذة
يكون مناخ تسادا بارد طوال السنة، تعد تسادا إحدى القرى التابعة لمدينة بافوس، تتساقط الثلوج سنوياً في أواخر شهر يناير، يرجع تاريخ القرية إلى ما قبل 500 سنة إلا أنه لا يوجد أي صورة معمارية ذات أهمية تدل على هذا التاريخ، غير وجود بعض المساكن التي بنيت بطريقة تقليدية.